# Ryszard Nikiel
Ryszard Nikiel (ur. 3 kwietnia 1951 w Gdańsku) – polski samorządowiec, elektronik i przedsiębiorca, działacz opozycyjny w PRL, w latach 2005–2006 wicemarszałek województwa pomorskiego.

## Życiorys
Syn pochodzących z województwa świętokrzyskiego Edwarda i Józefy. Jego ojciec był dokerem, a matka sprzątaczką i drobną handlarką. W latach 1958–1965 uczył się w Szkole Podstawowej nr 32, a od 1965 do 1970 w Technikum Łączności w Zespole Szkół Łączności im. Obrońców Poczty Polskiej w Gdańsku. W 1975 ukończył studia na Wydziale Elektroniki Politechniki Gdańskiej o specjalności automatyka i maszyny matematyczne (jego praca dyplomowa zdobyła III nagrodę w Ogólnopolskim Seminarium Studentów i Młodych Inżynierów Mechaników Technologów).
W latach 1975–2019 pracował w Instytucie Łączności w Gdańsku, m.in. jako starszy specjalista badawczo-techniczny. Kilkukrotnie wybierano go do jego rady naukowej. Pracując tam, kierował wprowadzeniem oprogramowania elektronicznej centrali telegraficznej, a także prowadził projekt uruchomienia systemu zarządzania i utrzymania dotyczący sieci zamkniętej. W sierpniu 1980 należał do komitetu strajkowego i komitetu założycielskiego „Solidarności” w miejscu pracy. Był delegatem do Międzyzakładowego Komitetu Strajkowego w Gdańsku i Międzyzakładowej Komisji Związkowej „Solidarność”. 29 kwietnia 1985 został zatrzymany na 48 godzin, za co w 2006 Instytut Pamięci Narodowej przyznał mu status pokrzywdzonego.
W 1991 wstąpił do Porozumienia Centrum, w którym sprawował funkcje: sekretarza koła w Gdańsku (1994–1999), członka zarządu wojewódzkiego (1995–1999) i delegata na kongres (1997–1999). Od początku (2001) należał do Prawa i Sprawiedliwości, był m.in. członkiem regionalnej komisji rewizyjnej (2002–2004) oraz pełnomocnikiem komitetu PiS w Gdańsku (2004–2006). W 2002 został wybrany do rady miejskiej Gdańska (z ramienia KW Wyborców i Sympatyków Lecha Kaczyńskiego Prawo i Samorządność). Objął w niej funkcję wiceprzewodniczącego, a od listopada 2004 szefa klubu radnych PiS. W 2005 bez powodzenia kandydował do Sejmu RP (uzyskał 1675 głosów).
14 listopada 2005 został powołany na stanowisko wicemarszałka województwa pomorskiego, odpowiedzialnego m.in. za edukację i pracę. Zakończył pełnienie funkcji 27 listopada 2006 w związku z upływem kadencji zarządu. W tym samym roku zrezygnował z ubiegania się o mandat w sejmiku po przesunięciu go na niższe miejsce na liście przez Jacka Kurskiego. W styczniu 2008 zrezygnował z członkostwa w PiS. W 2009 ukończył podyplomowe studia z bezpieczeństwa i higieny pracy, następnie zaczął prowadzić firmę z tej branży.

## Życie prywatne
Od 1975 żonaty z Elżbietą z domu Kupką, mają synów Krzysztofa (ur. 1976) i Przemysława (ur. 1981).